# Paul Guillaume, Novo Pilota
Paul Guillaume, Novo Pilota est une peinture à l'huile sur toile (105 × 75 cm), réalisée en 1915 par le peintre italien Amedeo Modigliani. Il s'agit du portrait de Paul Guillaume, grand marchand d'art français, que Modigliani a peint à trois reprises. L'œuvre est conservée au musée de l'Orangerie, à Paris.